# Royal Leamington Spa
Royal Leamington Spa, oftast benämnt Leamington Spa eller Leamington, är en stad och civil parish i distriktet Warwick i Warwickshire i England, vid floden Leam, en biflod till Warwickshire Avon. Orten har 52 213 invånare (2019).
Sedan 1786 är Leamington en känd badort med saltkällor. Leamington var tidigare även känt för sin järn- och tegelindustri.